# Књижевне новине
Књижевне новине су гласило Удружења књижевника Србије. Покренуте су 1948. године као орган Савеза књижевника Југославије. Лист има неколико прекида у излажењу и неки бројеви су забрањивани. После једног прекида, 1954. излази под новим годиштем, али 1955. године наставља стару нумерацију, тако да је новембра 1999. године изашао 1000. број. На месту одговорног уредника смењивала су се многа значајна имена југословенске и српске књижевности. Издања су микрофилмована.

## Историја
Први број Књижевних новина појавио се из штампе 17. фебруара 1948. године, као орган Савеза књижевника Југославије. Уредили су га револуционар Јован Поповић и надреалиста Милан Дединац. Првих неколико година Јован Поповић се потписује као одговорни уредник, а у редакцијски састав улазе истакнути писци који накратко или дуже обављају уредничку функцију: Душан Костић, Милан Богдановић, Скендер Куленовић, Ристо Тошовић, Танасије Младеновић, Душан Матић, Чедомир Мирковић, Милош И. Бандић и Зоран Глушчевић. Од почетка, и дуго касније, Књижевне новине су биле званично гласило Савеза књижевника Југославије, да би касније прерасле у гласило Удружења књижевника Србије. Југословенски карактер обезбеђивали су му не само објављени књижевни садржаји већ и састави редакције, уређивачких одбора и издавачких савета.
Због својих садржаја, у тада идеолошки снажно обојеном друштву, поједини бројеви су забрањивани, смењивани су уредници и целе редакције, чиме су спутаване, бар привремено, уметничке слободе. Прекид у излажењу догодио се 1953. године, као и од 30. јуна 1983. до 15. октобра 1984. Од 1954. излази под новим годиштем, али већ 1955. наставља се стара нумерација. Забрањени су били бројеви 361 из 1969. и 471 из 1974. године.
Лист није био без уплива политике и идеологије, али је одиграо и незаобилазну улогу на освајању уметничких слобода и на демократизацију друштва. Његова главна улога је ипак књижевна. Сведочанство је књижевног и културног живота, њихових токова, процеса и преображаја.

## Уредништво и сарадници
На одговорним пословима у Књижевним новинама, као главни и одговорни уредник и директор, најдуже је био српски песник, есејиста и преводилац Танасије Младеновић (1954-1968). Од седамдесетих година водећу уредничку функцију вршили су филозоф Драган М. Јеремић, затим књижевници Милисав Савић, Милутин Петровић, Миодраг Перишић, Петар Цветковић, Предраг Драгић Кијук, и Мићо Цвијетић. Од 2020. године на овом месту налази се књижевник Братислав Р. Милановић.
У Књижевним новинама од самих почетака и током деценија касније, сарађивали су најпознатији српски и југословенски писци: Исидора Секулић, Иво Андрић, Десанка Максимовић, Бранко Ћопић, Милорад Панић Суреп, Ото Бихали Мерин, Миодраг Павловић, Скендер Куленовић, Меша Селимовић, Блажо Конески, Славко Михалић, Славко Јаневски, Стеван Раичковић, Изет Сарајлић, Јара Рибникар, Александар Вучо, Борислав Пекић, Данило Киш, Момо Капор, Радомир Константиновић, Зуко Џумхур, Миодраг Булатовић, Томаж Саламун, Слободан Шнајдер и други.